# Siganus punctatus
Siganus punctatus là một loài cá biển thuộc chi Cá dìa trong họ Cá dìa. Loài cá này được mô tả lần đầu tiên vào năm 1801.

## Từ nguyên
Từ định danh của loài cá này, punctatus, trong danh pháp của loài cá này theo tiếng Latinh có nghĩa là "lấm chấm", ám chỉ các đốm vàng nổi bật trên cơ thể của chúng.

## Phạm vi phân bố và môi trường sống
S. punctatus có phạm vi phân bố ở Đông Ấn Độ Dương và Tây Thái Bình Dương. Loài cá này được tìm thấy khá phổ biến ở vùng biển các nước Đông Nam Á và xung quanh các quốc đảo thuộc châu Đại Dương; xa nhất về phía đông là đến Samoa; phía bắc trải dài đến miền nam Nhật Bản; phía nam giới hạn đến Úc; phạm vi phía tây được ghi nhận tại quần đảo Cocos (Keeling).

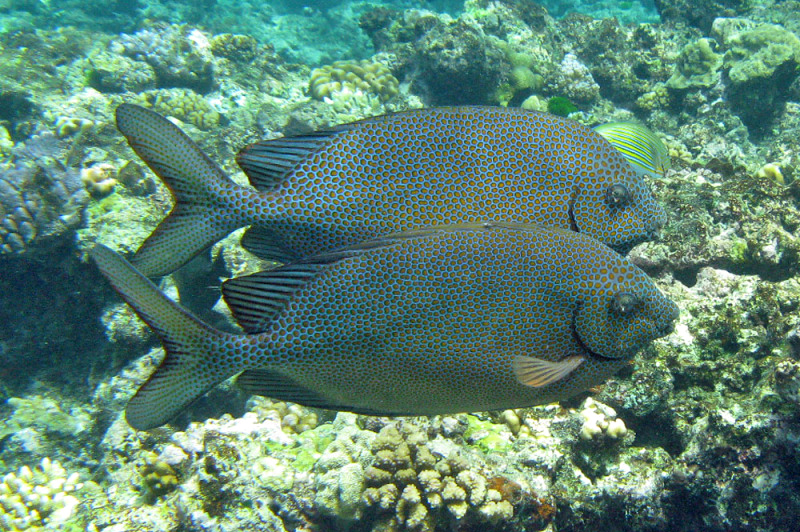
Một cặp S. punctatus trưởng thành

S. punctatus sống gần các rạn san hô ở độ sâu khoảng 40 m trở lại. Ở biển Andaman và những khu vực nằm xa hơn về phía tây, sự xuất hiện của S. punctatus được thay thế bởi loài chị em với nó, Siganus stellatus.

## Mô tả
Chiều dài cơ thể tối đa được ghi nhận ở S. punctatus là 45 cm, nhưng thường được quan sát với kích thước phổ biến là 30 cm. Cơ thể có màu xanh lục lam nhạt, chuyển sang màu nâu khi già đi, với các đốm tròn màu vàng kim phủ khắp đầu và thân. Các đốm vàng trên thân lan rộng sang các gai của vây lưng và vây hậu môn, cũng có trên phần vây mềm ở cá nhỏ hơn; các đốm tiếp tục lan rộng trên vây đuôi, nhỏ dần về phía rìa sau. Dải màu cam viền lấy rìa của các vây ở cá trưởng thành. Mống mắt ánh bạc, bao quanh bởi khoảng 10 đốm màu cam như nan hoa của bánh xe. Vây ngực trong suốt, không có đốm. Một vài cá thể thường xuất hiện có một đốm sáng màu ở gốc vây đuôi và một đốm đen mờ khá lớn ở trên nắp mang.
Số gai ở vây lưng: 13; Số tia vây ở vây lưng: 10; Số gai ở vây hậu môn: 7; Số tia vây ở vây hậu môn: 9; Số tia vây ở vây ngực: 16 - 18; Số gai ở vây bụng: 1; Số tia vây ở vây bụng: 5.

## Sinh thái học
Cá con và cá đang lớn sống thành đàn khoảng 50 cá thể, còn cá trưởng thành bơi theo cặp. Thức ăn chủ yếu của S. punctatus là các loại tảo đáy.